# Imelda May
Imelda May (* 10. Juli 1974 in Dublin; eigentlicher Name Imelda Mary Higham geborene Clabby) ist eine irische Sängerin und Musikerin. Ihre Musik lässt sich als Mischung aus Neo-Rockabilly, Blues und Jazz bezeichnen.

## Kindheit und Jugend
Imelda May ist die jüngste von fünf Geschwistern. Aufgewachsen in den Liberties, dem historischen Teil der irischen Hauptstadt, kam sie bereits als Kind in Kontakt mit unterschiedlichen Richtungen der Populärmusik. Zu ihren Vorlieben zählten vor allem Folk und Rock’n’Roll. Imelda May beschreibt ihre musikalischen Prägungen wie folgt: „Mein Bruder war ein großer Elvis-Fan. In seinem Zimmer fand ich Aufnahmen von Eddie Cochran und Gene Vincent. Ich fand diese Musik fantastisch.“ Weitere prägende Einflüsse waren der Bluesmusiker Elmore James sowie die Jazzsängerin Billie Holiday.
Ihren ersten Auftritt als Sängerin hatte Imelda May in einer Werbung für Fischstäbchen. Mit sechzehn absolvierte sie erste Auftritte in Dubliner Clubs – unter anderem an der Seite von Mike Sanchez, einem britischen Blues-Musiker und Pianisten. Schnell avancierte sie zu einem festen Bestandteil der Dubliner Clubszene. Von älteren Mitmusikern erhielt sie die Rückmeldung, dass ihre Stimme zwar gut sei, jedoch noch zu wenig rau. Auf ihrer Webseite berichtet sie, dass ihr Vater ihr einmal ein ähnliches Feedback gegeben habe. Er brachte einmal die weinende Imelda zu einem Gig und fragte: „Ist dein Herz gebrochen? Gut. Nun kannst du auch den Blues singen.“ May zufolge war diese Episode ein mitentscheidender Wendepunkt ihrer Karriere.

## Musikalische Karriere
Ihre Karriere als Profimusikerin begann Imelda May im Jahr 2003. Unter ihrem Geburtsnamen Imelda Clabby formierte sie ihre erste Band und veröffentlichte ihr erstes Album, No Turning Back. Gehalten im May-typischen Rockabilly-Stil, spielte sie das Album später neu ein und veröffentlichte es auf ihrem eigenen Label – nunmehr unter ihrem Künstlernamen Imelda May. 2007 wurde sie von Ambassador Records unter Vertrag genommen, einem Unterlabel von Universal Music Group.
Im selben Jahr erschien ihr zweites Album, Love Tattoo, welches aus dem Stand auf Platz eins der irischen Musikcharts aufstieg. Love Tattoo erhielt zum Teil begeisterte Kritiken. Das Album erregte auch die Aufmerksamkeit des britischen Bandleaders und TV-Moderatoren Jools Holland. Holland unterstützte May bei Livetouren und promotete sie in seiner TV-Show Later with Jools Holland, einer BBC-Musiksendung für zeitgenössische Musik, von der einzelne Folgen auch beim ZDFtheaterkanal wiederholt werden. Anfang 2009 erschienen die beiden Singles Johnny Got a Boom Boom und Big Bad Handsome Man. Im selben Jahr erhielt die Musikerin die Branchen-Auszeichnung Female Artist of the Year. Im Vorprogramm von Jamie Cullum tourte sie 2009 auch durch die Vereinigten Staaten. Im Rahmen der Musiksendung Other Voices brachte der irische Fernsehsender RTÉ am 14. August 2009 Unplugged-Aufzeichnungen der beiden Single-Titel. Im Herbst 2010 absolvierte Imelda May drei Konzerte in Deutschland – in Berlin, Hamburg und Köln. Im September desselben Jahres erschien Mayhem, ihr drittes Studio-Album, welches in den irischen Charts Platz eins erreichte.
Im Rahmen von TV-Shows und Livekonzerten absolvierte Imelda May zahlreiche Auftritte mit anderen Musikern – unter anderem Alison Moyet, Dionne Warwick, Bryan Ferry, Anastacia, den Supremes, Sister Sledge, den Scissor Sisters, den Dubliners, Madeleine Peyroux, Matt Bianco, Elvis Costello, Jools Holland, Jeff Beck, Jeff Goldblum, Elton John und Tom Jones. Neben ihrer Bandarbeit singt sie regelmäßig im Candy Box Burlesque Club in Birmingham. Von 1998 bis 2018 war sie mit dem Rockabilly-Musiker Darrel Higham verheiratet, der nach ihrer Trennung auch die gemeinsame Band verließ. Mays Musikstil änderte sich ab dem folgenden Album Life.Love.Flesh.Blood deutlich.
In einem Interview mit dem Musik-Weblog Totallydublin vom April 2009 gab sie an, Vegetarierin zu sein.

## Stil und Kritiken
Der Stil von Sängerin und Band basiert zwar erkennbar auf Rock-’n’-Roll- und Rockabilly-Elementen. Die Verquickung mit anderen Stilen, insbesondere Jazz, Blues, Pop- und auch Folksong-Elementen, wird in den Medien allerdings regelmäßig betont. Starke Aufmerksamkeit erzielt auch das Styling: die Art des Auftritts inklusive des Einbeziehens von Stilementen aus Pin-Up-Design und Neoburlesque sowie die Inszenierung des Lebensgefühls der Rock-’n’-Roll-Ära der 1950er und 1960er Jahre. Das Weblog Popversammlung.de kündigte den Köln-Auftritt der Sängerin im Herbst 2010 wie folgt an: (…) „Imelda May erreicht die Menschen nicht nur durch ihre Musik. Ihr auffälliger Style und ihr eindeutig cooler, aber auch skurriler 50er Jahre Look hat sie bereits auf das Cover der ‚Irish Sunday Times Style‘ gebracht. (…) Auf ihrem neuen Album ‚Mayhem‘ entwickelt Imelda May ihre ungewöhnlich frische Mischung von klassischen Musikstilen weiter, außerdem zeigt es hervorragend ihre herausragenden Songwriting-Qualitäten.“
Auf das Spiel der Sängerin mit den Accessoires der Fünfziger fokussierte auch das Webportal Promiflash.de: „Es scheint, als hätte Imelda den Fifties-Rock für sich gepachtet und kann somit die Baseballs locker an die Wand singen. Ihre kraftvolle Stimme ist einzigartig und hat einen hohen Wiedererkennungswert, genau wie ihr stilvoller Rockabilly-Look, der aus großartigen Kleidern und eingedrehter Tolle besteht.“
Positive Kritiken errang auch Mayhem, das dritte Album. Musikwoche.de zog als Resümee: „Das Wort ‚Mayhem‘ bedeutet bei Imelda May jedoch sicher nicht einfach Chaos. Eher profiliert sie sich als Stimmungskanone für gehobene Ansprüche, die aber jederzeit auch die emotionale Trumpfkarte ziehen kann wie zum Beispiel mit dem ‚Kentish Town Waltz‘. Dass sie den Klassiker ‚Tainted Love‘ auf seine Soul-Essenz zurückführt, spricht ebenfalls dafür, dass Imelda May ganz genau weiß, was sie tut. Und was sie hier tut, ist gut.“

## Diskografie

### Studioalben

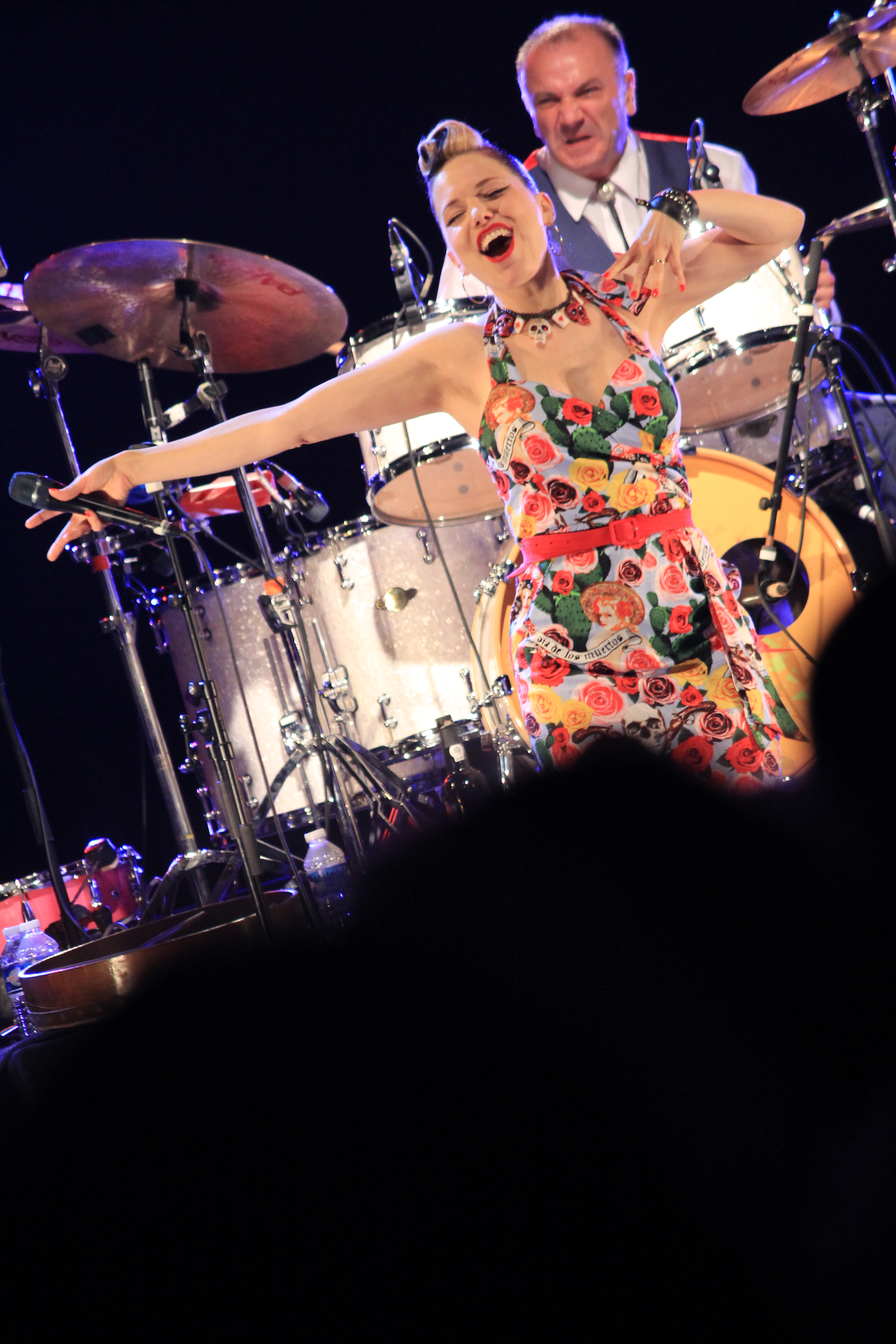
Imelda May beim Festival Interceltique de Lorient, 2013

- No Turning Back (Foot Tapping Records, 2005)
- Love Tattoo (Decca/Universal, 2008)
- Mayhem (Decca/Universal, 2010)
- Mike Sanchez and His Band Featuring Imelda May - Almost Grown (Doopin Music, 2012) - enthält vorher unveröffentlichte Session-Aufnahmen von 2004
- Tribal (Decca, 2014)
- Life Love Flesh Blood (Decca, 2017)
- 11 Past the Hour (Decca, 2021)

### Singles

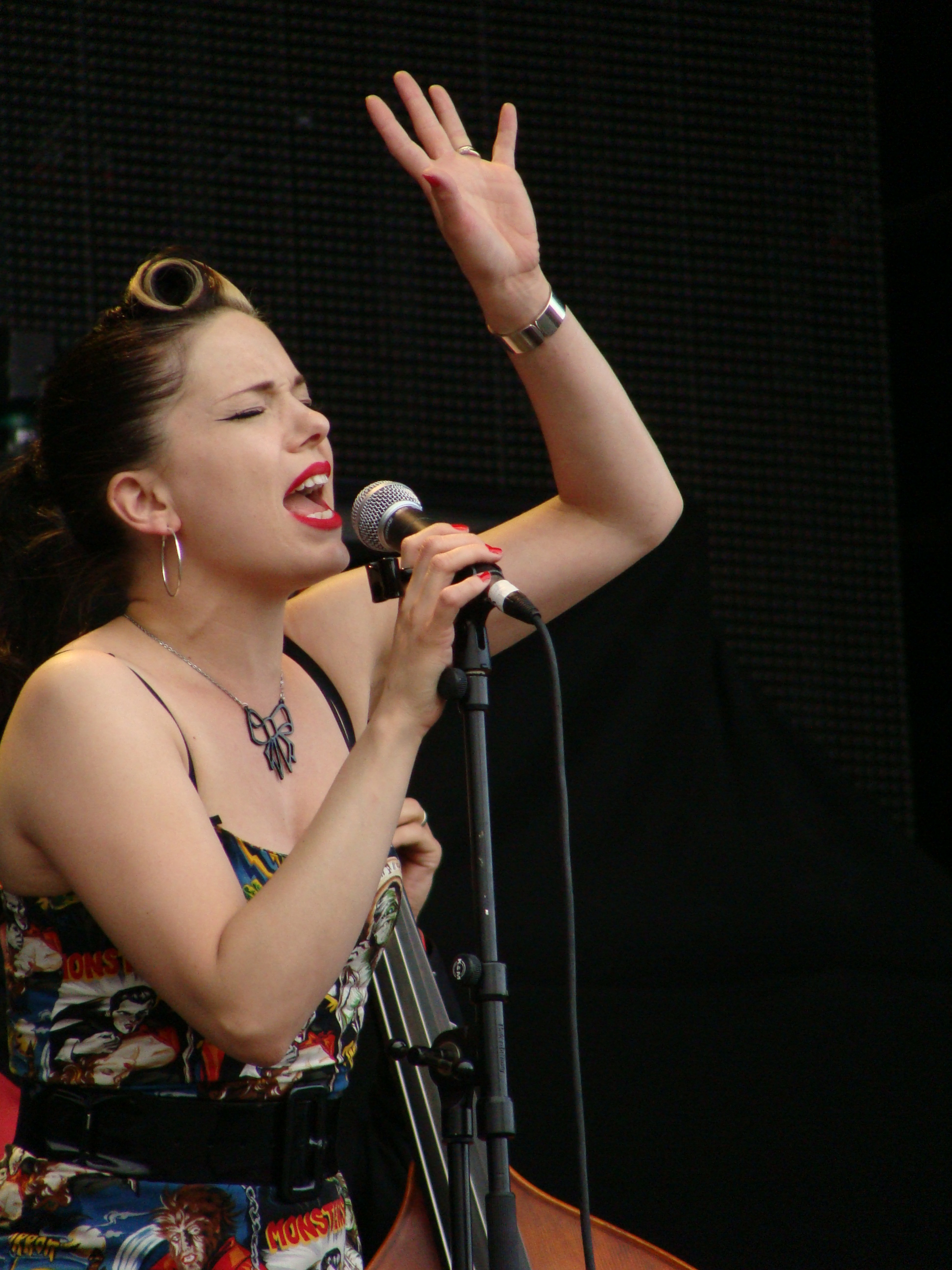
Imelda May (2010)

- Johnny Got a Boom Boom (2008)
- Big Bad Handsome Man (2008)
- Psycho (2008)
- Mayhem (2010)
- Kentish Town Waltz (2010)
- Inside Out (2011)
- This Is Rockabilly (2015)
- Slip of the Tongue (2020), EP
- 11 Past the Hour (2020)

### Kompilationsbeiträge
- I'm Lookin' For Some To Love auf Listen To Me: Buddy Holly (2011)
- The God That Failed auf The Metallica Blacklist (2021)